# Айрондейл (Джорджія)
Айрондейл (англ. Irondale) — переписна місцевість (CDP) в США, в окрузі Клейтон штату Джорджія. Населення — 8740 осіб (2020).

## Географія
Айрондейл розташований за координатами 33°28′53″ пн. ш. 84°21′56″ зх. д. / 33.48139° пн. ш. 84.36556° зх. д. (33.481343, -84.365630).  За даними Бюро перепису населення США в 2010 році переписна місцевість мала площу 8,29 км², з яких 8,17 км² — суходіл та 0,12 км² — водойми.

## Демографія
Згідно з переписом 2010 року, у переписній місцевості мешкало 7446 осіб у 2357 домогосподарствах у складі 1837 родин. Густота населення становила 898 осіб/км².  Було 2626 помешкань (317/км²).
Расовий склад населення:
| - 58,5 % — чорних або афроамериканців - 24,0 % — білих - 1,4 % — азіатів - 0,6 % — корінних американців - 0,1 % — вихідців з тихоокеанських островів - 12,3 % — осіб інших рас |

До двох чи більше рас належало 3,0 %. Частка іспаномовних становила 25,2 % від усіх жителів.
За віковим діапазоном населення розподілялося таким чином: 32,7 % — особи молодші 18 років, 62,3 % — особи у віці 18—64 років, 5,0 % — особи у віці 65 років та старші. Медіана віку мешканця становила 30,5 року. На 100 осіб жіночої статі у переписній місцевості припадало 92,8 чоловіків;  на 100 жінок у віці від 18 років та старших — 88,6 чоловіків також старших 18 років.
Середній дохід на одне домашнє господарство  становив 48 296 доларів США (медіана — 45 540), а середній дохід на одну сім'ю — 51 367 доларів (медіана — 46 269). За межею бідності перебувало 23,6 % осіб, у тому числі 34,5 % дітей у віці до 18 років та 2,4 % осіб у віці 65 років та старших.
Цивільне працевлаштоване населення становило 3241 осіб. Основні галузі зайнятості: освіта, охорона здоров'я та соціальна допомога — 14,0 %, роздрібна торгівля — 12,8 %, мистецтво, розваги та відпочинок — 12,0 %.